# Первоцвет японский
Первоцве́т япо́нский, или При́мула япо́нская (лат. Prímula japonica) — многолетнее травянистое растение из рода Первоцвет.
Используется в садоводстве, как декоративное растение.
Относится к секции ярусовидных, или канделябровых примул (Proliferae, Candelabra).

## Распространение
Япония, остров Кунашир.

## Описание вида
Высота растения около 10 см.
Листья продолговато-лопатчатые, крупнозазубренные, длиной до 25 см.
Соцветие — зонтик.
Цветки малиновые, до 2 см диаметром, собраны в многоярусные мутовки, на 30—50 см цветоносе.
Околоцветник актиноморфный, сростнолепестный.
Лепестков — 5.
Плод — коробочка.
Семена мелкие, чёрные.

## В культуре

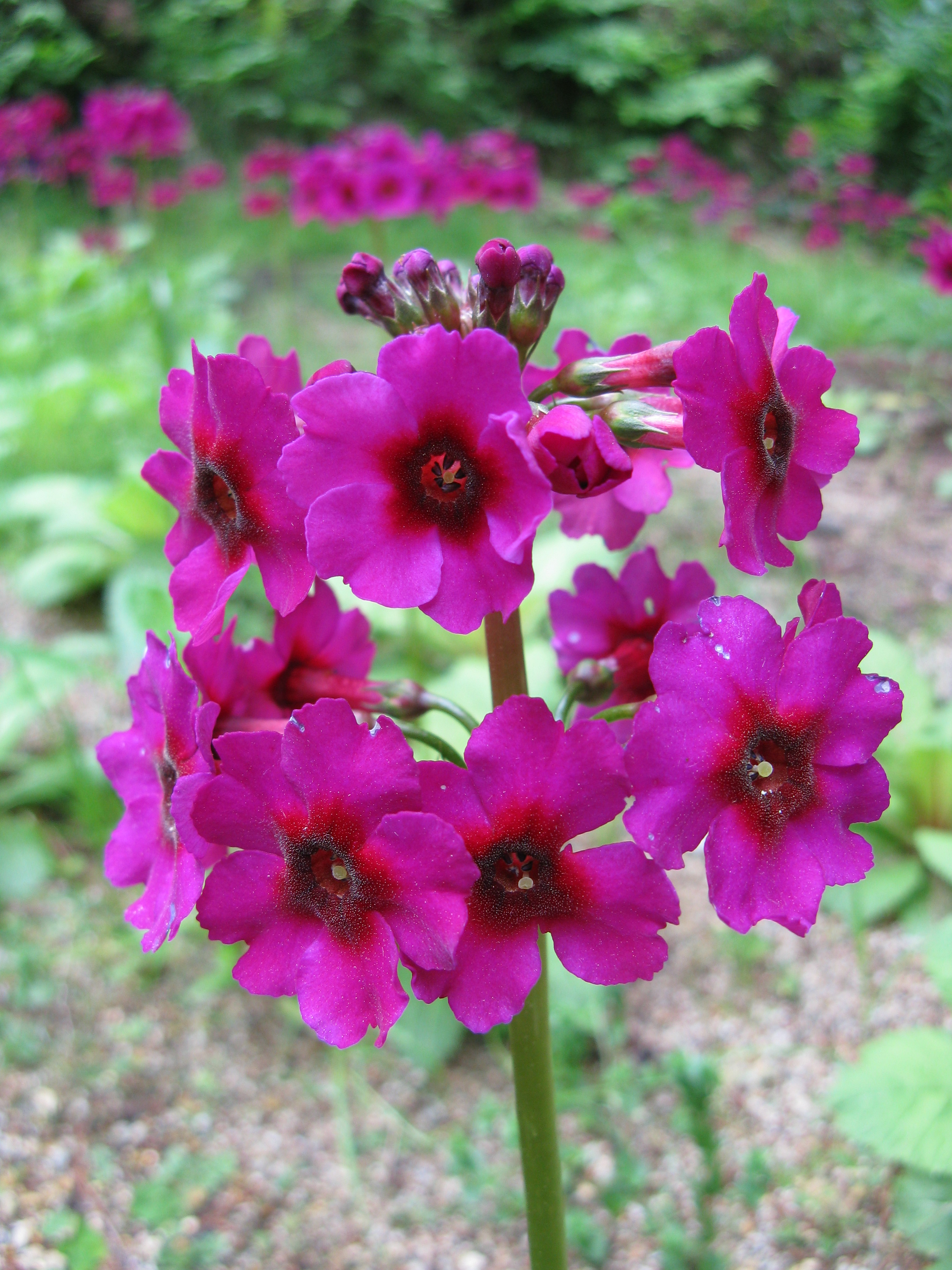

В Европе первоцвет японский был введён в культуру в 1871 году.
Цветёт летом, продолжительность цветения 30—40 дней.
Теневынослив, относительно зимостоек. Рекомендуется укрывать поздней осенью листьями слоем до 10 см.
Требует регулярного омолаживания.
Почва: рыхлая, питательная, с добавлением перегноя или листовой земли.
Размножение: семенами под зиму и делением куста весной. Семена сохраняют всхожесть около двух лет.
Схема посадки: 10×10 см.